# Мафија
Мафија је тип организованог криминала чија је примарна дјелатност заштита рекета, арбитража спорова између криминалаца, као и организовање и надзор илегалних уговора и трансакција. Секундарне дјелатности су коцкање, зеленаштво, трговина дрогом и преваре.
Термин се првобитно односио на сицилијанску мафију, али се од тада значење проширило и на друге организације са сличним методама и сврхама, нпр. „руска мафија” или „јапанска мафија”. Термин је неформално кориштен од стране новина и јавности, иако су организације имале своје називе (нпр. оригинална сицилијанска и итало-америчка мафија се називала Коза ностра, мексичка мафија Ла Еме, јапанска мафија Јакуза, кинеска мафија Тријада и руска мафија Братва).
Када се користи без икаквих квалификација, „Мафија” се односи или на сицилијанску или америчка мафију, а понекад се односи и на италијански организовани криминал уопште.

## Етимологија
Ријеч „мафија” је настала на Сицилији, али је њено поријекло несигурно. Сицилијански придјев mafiusu, буквално преведен, значи „шепурити се”, али може бити преведен и као „смјелост, разметање храброшћу”. У односу на мушкарца, значење ријечи mafiusu је на Сицилији у 19. вијеку према научнику Дијегу Гамбету било двосмислено, означавајући насилника, арогантну особу али и неустрашиву, предузимљиву и поносану особу. У односу на жену, међутим, ријеч mafiusu је осначавала лијепу и привлачну особу. Сицилијанска ријеч mafie односи се на пећину у близини Трапанија и Марсала, које су често кориштене као скровиште за избјеглице и криминалаце.
Сицилија је једно вријеме била исламски емират, па с тим ријеч mafia можда има арапске коријене. Могући арапски коријени ријечи су:
- mahyas (арап. مهياص) — агресивно хвалисање, разметање;
- marfud (арап. مرفوض) — одбијен;
- mu'afa — безбједност, заштита[4] и
- Ma àfir — назив арапског племена[5] које је владало Палермом.[6]

Године 1865. полиција на Сицилији користила је израз "мафија", посебно израз "delitto de Mafia" (злочин мафије) да опише човјека који планира злочине и плаћа другима да их изведу.
Друго тумачење је помало бајковито. Према легенди, поријекло ове ријечи потиче из 1282. године, када је на Сицилији почела побуна позната под називом "Сицилијанска вечерња". Поклич који је представљао почетак побуне гласио је "Morte Alla Francia Italia Anela!", што би се могло превести као "Смрт Французима је италијански крик!", односно "Morte Ai Francesi Indipendenza Anela" (или "Italia Avanti"), што има сличан превод. Акроним изведен из овог поклика гласи управо М. А. Ф. И. А.

## Организације

### Међународно
- Сицилијанску мафију
- Америчку мафију

### Италија
- Камора, дјелује у подручју Кампање;
- Ндрангета, подручје Калабрије;
- Сакра корона унита, подручје Апулије и
- Стида и Коза ностра на Сицилији.

### Остале земље
- Абориџински организовани криминал
- Корупција у Авганистану
- Афричко-амерички организовани криминал, укључује:
  - Блудс,
  - Крипс и
  - Гангстер дискиплс
- Албанска мафија
- Јерменска мафија
- Аријевско братство